# زاغ زمینی هندرسون
زاغ زمینی هندرسون (نام علمی: Podoces hendersoni) نام یک گونه از تیره کلاغان است.